# Archaius tigris
Il camaleonte tigre delle Seychelles (Archaius tigris (Kuhl, 1820)) è una specie minacciata di camaleonte, endemico delle isole Seychelles.

## Descrizione
È un camaleonte di taglia medio-piccola,  con una lunghezza totale di circa 16 cm. La colorazione primaria varia dal grigio chiaro al giallo-verde e può, in caso di stress, virare verso il marrone scuro o il nero.

## Distribuzione e habitat
L'areale di questa specie è ristretto alle isole di Mahé, Praslin e Silhouette, nell'arcipelago delle Seychelles.

## Tassonomia
Come tutti i camaleonti, fu inizialmente descritto come appartenente al genere Chamaeleo, ed in seguito fu ascritta al nuovo genere Calumma, che comprende specie viventi in Madagascar. Recentemente, invece, ricerche (Townsend et al., 2010) hanno evidenziato come la sua parentela sia più prossima ai camaleonti est-africani del genere Rieppeleon che non ai Calumma (genere probabilmente parafiletico), deducendo quindi che la "migrazione" dei camaleonti dall'Africa verso Est non è avvenuta unitariamente. Ragion per cui il camaleonte tigre è stato attribuito al genere (monotipico) Archaius, creato da Gray nel 1865 e "risuscitato" per l'occasione.

## Conservazione
L'areale della specie è limitato a 45 km. Una indagine del 2006 ha stimato la restante popolazione mondiale in poco meno di 2.000 esemplari. In base a questi dati la IUCN Red List classifica Archaius tigris come specie in pericolo di estinzione (Endangered).